# Kurz-Fragebogen zur Arbeitsanalyse
Der Kurz-Fragebogen zur Arbeitsanalyse (KFZA) ist ein arbeitspsychologischer Fragebogen, der 1995 von Jochen Prümper, Klaus Hartmannsgruber und Michael Frese als Instrument zur Ermittlung psychischer Belastungen in der Arbeitssituation entwickelt und veröffentlicht wurde. Es handelt sich um ein theoretisch fundiertes, standardisiertes, quantitatives Verfahren der Verhältnisprävention, welches bereits langjährig in der betrieblichen Praxis im Einsatz ist. Der KFZA ist ein subjektives Erhebungsinstrument, d. h., er liefert Informationen über das Erleben der Arbeitssituation aus der Sichtweise der Beschäftigten.

## Beschreibung
Der KFZA ist als Analyseinstrument zum Thema Psychische Belastungen Bestandteil des ABETO-Verfahrens, welches zur Durchführung von Gefährdungsbeurteilungen nach dem Arbeitsschutzgesetz für Bildschirmarbeitsplätze angewendet werden kann. Der KFZA wird von der Gesetzlichen Unfallversicherung als ein orientierendes Verfahren zur Erfassung der psychischen Belastungen empfohlen (GUV-I 8766).
In Österreich wurde der KFZA im Jahr 2002 im Auftrag der Österreichischen Bundesarbeitskammer (AK), des Österreichischen Gewerkschaftsbundes (ÖGB) und der Wirtschaftskammer Österreich (WKÖ) weiterentwickelt. In Fortführung dieser Entwicklung stellt die Österreichische Allgemeine Unfallversicherungsanstalt (AUVA) den KFZA seit 2014 als Onlinetool mit diversen Auswertungsmöglichkeiten zur Ermittlung psychischer Belastungen in der Arbeitssituation zur Verfügung. Empfohlen wird der KFZA zudem von der Arbeitsinspektion des Österreichischen Bundesministeriums für Arbeit, Soziales und Konsumentenschutz (Sozialministerium) sowie der Wirtschaftskammer Österreich (WKO).

## Einsatzgebiete und Anwendungszweck
Der KFZA ist ein „Screening-Verfahren“, mit dem positive und negative Einflüsse der Arbeits- und Organisationsstruktur in Bezug auf das Vorliegen psychischer Belastungen erfasst werden können. Er ist für die Anwendung durch Arbeits- und Organisationspsychologen oder ähnlich geschulte Personen entwickelt worden und sollte daher im betrieblichen Kontext nur von Personen mit entsprechendem Fachwissen durchgeführt werden. So gewonnene Ergebnisse können in betriebspraktischer Form Entscheidungsträgern vorgelegt werden, um daraus unmittelbar konkrete Gestaltungsmaßnahmen zur Verbesserung der Arbeitssituation ableiten zu können.
Der KFZA eignet sich als arbeitswissenschaftlich anerkanntes Verfahren auch zur Durchführung von personenbezogenen Gefährdungsbeurteilungen nach § 5 Arbeitsschutzgesetz (Beurteilung der Arbeitsbedingungen) im Sinne der Identifikation und Einschätzung von vorliegenden Gefährdungspotenzialen. Er ist branchenunspezifisch, kann also in sämtlichen Tätigkeitsbereichen zum Einsatz kommen.
Damit im Rahmen der Umsetzung von § 5 Arbeitsschutzgesetz auf Grundlage der quantitativen KFZA-Ergebnisse ebenfalls bedingungsbezogene Gefährdungsbeurteilungen durchgeführt werden können, wurde die IPLV-Methode entwickelt.
Der KFZA wird schwerpunktmäßig als Instrument zur Gruppendiagnose angewendet, d. h., er erlaubt den Vergleich von Mittelwerten und Häufigkeitsverteilungen verschiedener Organisationseinheiten, Personengruppen etc. Trotzdem kann der Fragebogen von entsprechend geschultem Personal auch als individualdiagnostisches Verfahren oder als Gesprächsleitfaden in Mitarbeitergesprächen eingesetzt werden.
Als Verfahren zur Erhebung der psychischen Belastungen kommt der KFZA häufig in Verbindung mit dem Arbeitsbewältigungsindex (ABI, englisch: Workability Index – WAI) als Verfahren zur Erhebung negativer Beanspruchungsfolgen zum Einsatz (vgl. hierzu das vom Europäischen Sozialfonds und dem Ministerium für Arbeit, Gesundheit und Soziales des Landes Nordrhein-Westfalen geförderte Projekt HAWAI-4U).

## Entwicklung
Ziel der Entwicklung des KFZA war es, ein für die betriebliche Praxis taugliches Instrument zur Analyse der Arbeitssituation zu schaffen. Dabei stand im Vordergrund, sowohl die Durchführung als auch die Auswertung des Instruments so zeitökonomisch wie möglich zu gestalten. Bei der Fragebogenkonstruktion selbst wurde auf bewährte Instrumente zur psychologischen Arbeitsanalyse zurückgegriffen, aus denen diejenigen Fragen ausgewählt wurden, die aufgrund von Einsatzerfahrungen und Itemanalysen bereits durchgeführter Untersuchungen die wichtigsten Aspekte der Arbeits- und Organisationsstruktur am deutlichsten repräsentieren.

## Aufbau
Der KFZA besteht aus 26 einzelnen Fragen (Items), die von den Befragten auf fünffach gestuften Likert-Skalen bewertet werden. Die 26 Items werden zu elf Skalen mit je zwei bis drei Items zusammengefasst. Die elf Skalen lassen sich wiederum den vier Aspekten Arbeitsinhalte, Ressourcen, Stressoren sowie Organisationsklima zuordnen. Die folgende Tabelle listet die elf Skalen und 26 Items des KFZA auf.
| Aspekt der Arbeitssituation | KFZA-Skala                      | Items                                                        |
| --------------------------- | ------------------------------- | ------------------------------------------------------------ |
| Arbeitsinhalte              | Vielseitigkeit                  | Lernen neuer Dinge                                           |
| Arbeitsinhalte              | Vielseitigkeit                  | Einsatz von Wissen und Können                                |
| Arbeitsinhalte              | Vielseitigkeit                  | Aufgabenwechsel                                              |
| Arbeitsinhalte              | Ganzheitlichkeit                | Bewertung der Arbeit am Endergebnis                          |
| Arbeitsinhalte              | Ganzheitlichkeit                | Vollständigkeit des Arbeitsproduktes                         |
| Ressourcen                  | Handlungsspielraum              | Selbstbestimmung der Arbeitsschritte                         |
| Ressourcen                  | Handlungsspielraum              | Einfluss auf Zuteilung der Arbeit                            |
| Ressourcen                  | Handlungsspielraum              | Möglichkeit der selbständigen Arbeitsplanung und -einteilung |
| Ressourcen                  | Soziale Rückendeckung           | Verlass auf Kollegen                                         |
| Ressourcen                  | Soziale Rückendeckung           | Verlass auf Vorgesetzte                                      |
| Ressourcen                  | Soziale Rückendeckung           | Zusammenhalt in der Abteilung                                |
| Ressourcen                  | Zusammenarbeit                  | Erfordernis an enge Zusammenarbeit                           |
| Ressourcen                  | Zusammenarbeit                  | Austauschmöglichkeit mit Kollegen                            |
| Ressourcen                  | Zusammenarbeit                  | Rückmeldung von Vorgesetzten                                 |
| Stressoren                  | Qualitative Arbeitsbelastungen  | Kompliziertheit der Arbeit                                   |
| Stressoren                  | Qualitative Arbeitsbelastungen  | Anforderungen an Konzentrationsfähigkeit                     |
| Stressoren                  | Quantitative Arbeitsbelastungen | Zeitdruck                                                    |
| Stressoren                  | Quantitative Arbeitsbelastungen | Arbeitsmenge                                                 |
| Stressoren                  | Arbeitsunterbrechungen          | Verfügbarkeit benötigter Informationen                       |
| Stressoren                  | Arbeitsunterbrechungen          | Unterbrechungen bei der Arbeit                               |
| Stressoren                  | Umgebungsbelastungen            | ungünstige Umgebungsbedingungen                              |
| Stressoren                  | Umgebungsbelastungen            | ungenügende Raumausstattung                                  |
| Organisationsklima          | Information und Mitsprache      | Information über wichtige Vorgänge                           |
| Organisationsklima          | Information und Mitsprache      | Berücksichtigung der Ideen von Beschäftigten                 |
| Organisationsklima          | Betriebliche Leistungen         | Weiterbildungsmöglichkeiten                                  |
| Organisationsklima          | Betriebliche Leistungen         | Aufstiegschancen                                             |

Ein Beispielitem der Skala „Soziale Rückendeckung“ lautet: „Ich kann mich auf meinen direkten Vorgesetzten verlassen, wenn es bei der Arbeit schwierig wird.“.

## Varianten des KFZA
Der KFZA existiert in zwei Varianten, die sich in ihrer Länge und ihren Auswertungsmöglichkeiten unterscheiden.

### Beschreibung der IST-Situation
Die Variante zur Beschreibung der IST-Situation ist die ursprüngliche und kürzeste Version des KFZA. Hier wird jede einzelne Frage lediglich einmal in Hinblick auf die aktuelle Ausprägung des jeweiligen Merkmals der Arbeitssituation gestellt.

### Beschreibung der IST- und der SOLL-Situation
Die Variante zur Beschreibung der IST- und der SOLL-Situation stellt eine Erweiterung der erstgenannten Version dar. Zusätzlich zu der Frage nach der aktuellen Ausprägung der einzelnen Merkmale (IST) werden die Befragten gebeten, auf einer gleich gestuften, zweiten Antwortskala die aus ihrer Sicht gewünschte Ausprägung des jeweiligen Merkmals (SOLL) anzugeben. Die Auswertung der Unterschiede zwischen IST- und SOLL-Ausprägung liefert weiterführende Informationen darüber, in welchen Kategorien die Beschäftigten besonders großen Handlungsbedarf zur Veränderung ihrer Arbeitssituation sehen.

## Durchführung
Die Beantwortung des Fragebogens dauert ca. zehn Minuten.

## Auswertung
Die Berechnung der elf KFZA-Skalen erfolgt durch Mittelwertbildung über die jeweiligen Items. Rekodierungen sind nicht erforderlich. Je nach eingesetzter KFZA-Version und je nach interessierender Fragestellung können die folgenden unterschiedlichen Auswertungen deskriptiv oder inferenzstatistisch vorgenommen werden.
- Vergleiche zwischen Organisationseinheiten, Personengruppen etc.
- Abweichungen der IST-Bewertungen von Kriteriumswerten (wie z. B. Organisationsdurchschnitt, Benchmarks, Zielkriterien etc.)
- Abweichungen zwischen IST- und SOLL-Bewertung

## Praxisbeispiel
Der KFZA ist seit seiner Veröffentlichung in vielen Praxisprojekten zum Einsatz gekommen. Der Buchbeitrag von Imke Ehlbeck, Andrea Lohmann und Jochen Prümper veranschaulicht beispielhaft eine KFZA-Anwendung im Krankenhaus. Hier ist modellhaft beschrieben, wie aus den spezifischen Auswertungsergebnissen des KFZA für einzelne Organisationseinheiten bzw. einzelne Berufsgruppen individuelle Maßnahmen zur Verbesserung der Arbeitssituation der Beschäftigten abgeleitet wurden. Für den Einsatz in diesem Bereich wurde der Fragebogen schließlich auch mittels Faktorenanalyse validiert und findet mittlerweile eine breite Anwendung.